# Shutter (film 2004)
Shutter è un film horror del 2004 diretto da Banjong Pisanthanakun e Parkpoom Wongpoom.

## Trama
Al ritorno da un matrimonio, Tun e Jane, ubriachi, investono una ragazza e, presi dal panico, fuggono lasciando il cadavere di questa sull'asfalto.
In occasione di una festa di laurea, in molte foto scattate da Tun che di mestiere fa il fotografo, appare un lampo di luce provenire da una delle finestre della scuola, mentre in un'altra appare un'eterea figura femminile. Nel frattempo, Tun comincia a essere perseguitato da strane manifestazioni paranormali. Jane decide quindi di indagare nella scuola dove le foto sono state scattate, in particolare si dirige nella stanza dalla quale si sprigiona quel lampo di luce. Lì, scopre una foto di Tun assieme a una ragazza, Natre, che era in realtà una precedente fidanzata di Tun.
Nel frattempo, alcuni vecchi amici di scuola di Tun muoiono suicidi. Incalzato dalle più frequenti e violente manifestazioni del fantasma, Tun le racconta della sua storia con Natre: era una ragazza asociale, lui decise di avvicinarsi, e ne nacque una frequentazione, che si concluse con l'innamoramento di Natre. Quando Tun decise di mettere fine alla loro breve storia, la ragazza cadde in una profonda depressione, tentò di suicidarsi e, stando ai racconti del ragazzo, scomparve. 
Tun e Jane decidono quindi di andare nel paese della ragazza, per scoprire cosa le fosse accaduto. Durante il viaggio, Natre appare più volte lanciata all'inseguimento della loro auto. Arrivati nella città natale della ragazza, scoprono che questa era morta suicida e che la madre ne conservava ancora il cadavere in casa. I due ragazzi convincono la madre di Natre a cremarla dopo un'adeguata cerimonia religiosa, sperando che ciò possa placare le ire della defunta, tuttavia non ottengono i risultati sperati.
Lo spirito di Natre, infatti, vaga ancora in attesa di giustizia e dissemina indizi per far scoprire a Jane quello che davvero ne è stato di lei. In questo modo, Jane trova delle foto scattate da Tun in cui si vedono i suoi amici violentare Natre. Messo alle strette, il ragazzo racconta che i suoi amici, per liberarlo dal tormento della ragazza innamorata, lo avevano convinto a importunarla tutti assieme. La vicenda si era tramutata in una tragica violenza sessuale di gruppo, a cui Tun non aveva partecipato attivamente, pur essendo coinvolto, ma aveva scattato delle foto su incitamento dei suoi amici, per impedire che in seguito la ragazza potesse parlare.
Si capisce che, traumatizzata dall'evento e colma di vergogna per l'accaduto, la ragazza sia poi tornata al suo paese natio per togliersi la vita. La furibonda Jane se ne va, abbandonando Tun che scatta foto al suo appartamento per scoprire dove Natre si nasconda. Lo scopre solo quando, dopo aver scaraventato la sua Polaroid contro la bacheca su cui affiggeva le foto, questa cade a terra e scatta automaticamente.
Si scopre che il fantasma di Natre gli è aggrappato alla schiena, intenzionato a non lasciare mai il suo unico amore. Lo spirito copre gli occhi di Tun che, barcollando alla cieca, cade di schiena dalla finestra. Ferito e internato in un manicomio, lo si può vedere ancora incurvato sotto il peso del fantasma innamorato.

## Produzione
Prodotto dalle società GMM Pictures Co. e Phenomena.

## Distribuzione

### Data di uscita
Il film venne distribuito in varie nazioni, fra cui:
- Thailandia 9 settembre 2004
- Hong Kong 18 novembre 2004
- Malaysia 18 novembre 2004
- Stati Uniti d'America 23 aprile 2005[1]
- Corea del Sud 30 giugno 2005
- Germania, Shutter 28 luglio 2005[2]
- Svezia 21 settembre 2005[3]
- Spagna, Shutter: El fotógrafo 11 ottobre 2005[4]
- Austria 16 ottobre 2005[5]
- Francia 12 novembre 2005[6]
- Repubblica Ceca 5 dicembre 2005[7]
- Francia 26 gennaio 2006[8]
- Giappone 13 maggio 2006
- Italia, Shutter  30 giugno 2006
- Argentina, Están entre nosotros 30 novembre 2006

## Accoglienza

### Critica
Si apprezza la rinuncia agli effetti speciali digitali, fornendo al film quel sapore di antica segreteria del corso. Il fatto che sia ispirato ad una leggenda urbana, in un mondo dove la verità non esiste, il film racconta con stile il paranormale aumentando tensione e paura fra gli spettatori.

## Remake
Nel 2008 è stato realizzato un remake statunitense intitolato Ombre dal passato.

## Riconoscimenti
- 2005 - Bangkok International Film Festival
  - Nomination Miglior film a Parkpoom Wongpoom, Banjong Pisanthanakun
- 2006 - Gérardmer Film Festival
  - Miglior regia a Parkpoom Wongpoom, Banjong Pisanthanakun